# Ptochophyle dubia
Ptochophyle dubia är en fjärilsart som beskrevs av Louis Beethoven Prout 1938. Ptochophyle dubia ingår i släktet Ptochophyle och familjen mätare. Inga underarter finns listade.